# Swalmen

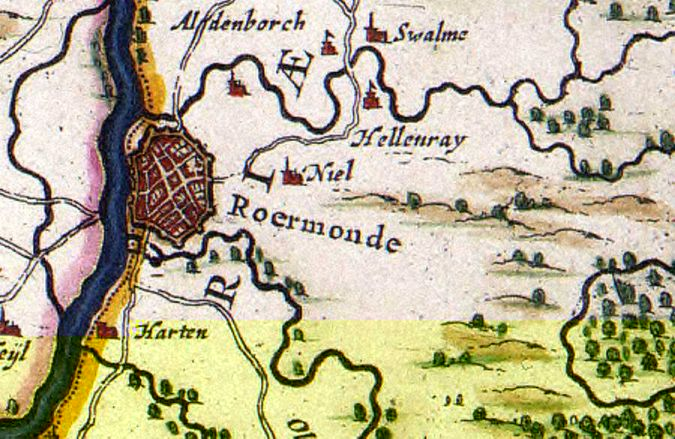
Kastelen bij Swalmen

Swalmen (uitspraakⓘ) (Limburgs: Zjwame) is een plaats en voormalige gemeente in Nederlands-Limburg, die sinds 1 januari 2007 bij de gemeente Roermond hoort. Swalmen is gelegen tussen Roermond en Venlo, wordt in het westen begrensd door de Maas en in het oosten door de Duitse grens. De kerkdorpen Asselt en Boukoul maakten tot 2007 ook deel uit van de gemeente Swalmen. Met deze twee andere kerkdorpen bezat deze zeer water-, bos- en natuurrijke gemeente naast enige industrie in de dorpskern vooral ook een landelijk karakter.
De gemeente Swalmen, waartoe naast Swalmen ook Asselt en Boukoul behoorden, telde bij de opheffing 8.797 inwoners (1 juli 2006) en had een oppervlakte van 22,96 km² (waarvan 1,42 km² water).

## Naam
Swalmen (in 11e-12e eeuw (de) Sualmo; ca. 1200 Sualmum; 1239 Swalmene) dankt zijn naam aan het riviertje de Swalm. De uitgang -en is hier geen meervoudsvorm, maar een oude naamvalsvorm om een plaats aan te duiden.

## Wapen
Het dorpswapen van Swalmen komt voor het eerst voor in 1607 – voor die tijd zegelde de rechter persoonlijk – en is ontleend aan dat van de familie Van Swalmen (een jongere stam van de familie van Broeckhuysen, die hetzelfde wapen heeft, waarop de Van Swalmens  ter onderscheiding een barensteel hebben aangebracht). In 1339 werd ridder Seger van Swalmen, zoon van wijlen Willem van Broeckhuysen, door graaf Dirk van Loon, heer van Heinsberg en Blankenberg, beleend met enkele landerijen in Swalmen.
Er zijn drie dorpszegels in gebruik geweest tot 1792 en vanaf 1614 staat de Heilige Lambertus er als kerkpatroon achter.

## Geschiedenis

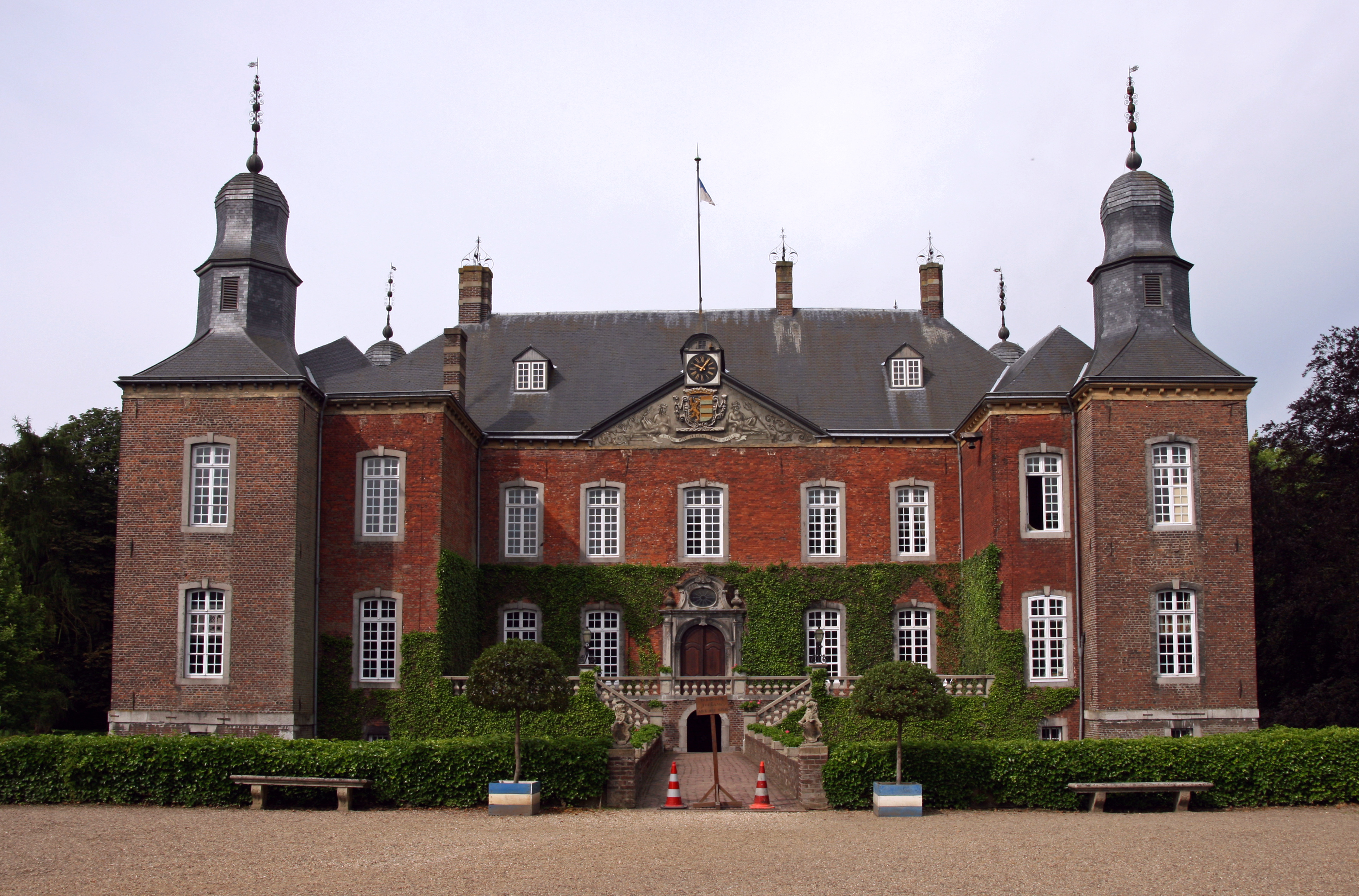
Kasteel Hillenraed

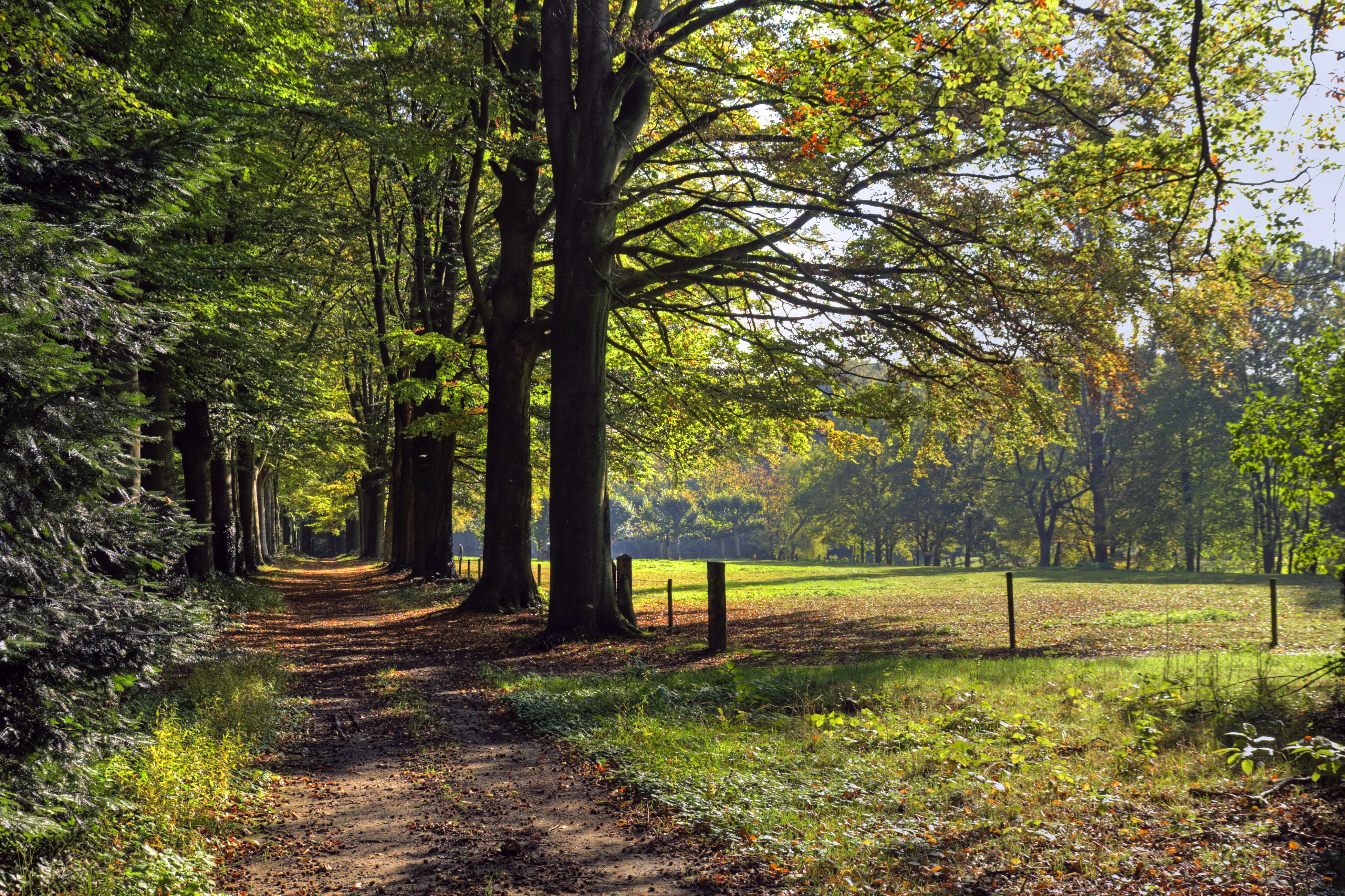
Laan op landgoed bij Hillenraedt ten zuiden van Swalmen in de herfst

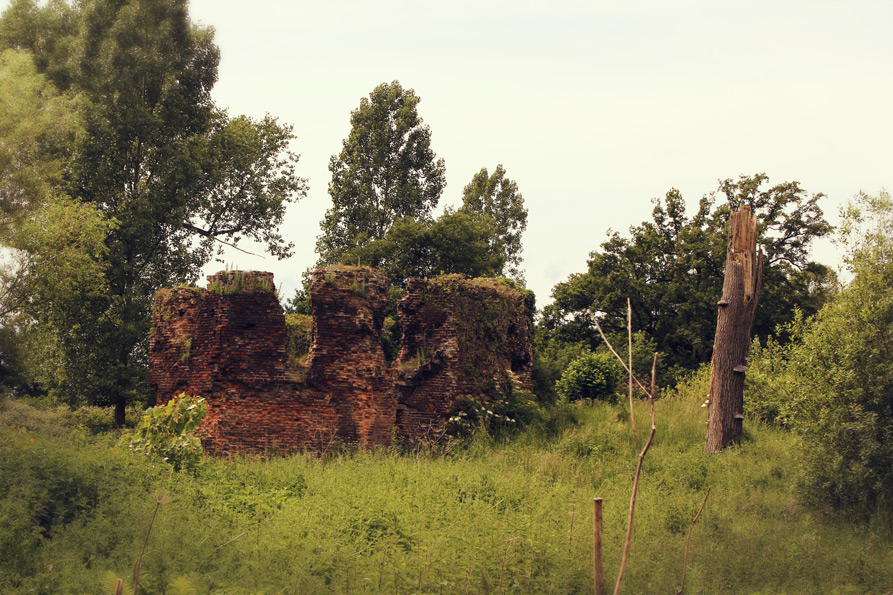
Kasteel Naborch, stond rond 1450 al leeg.

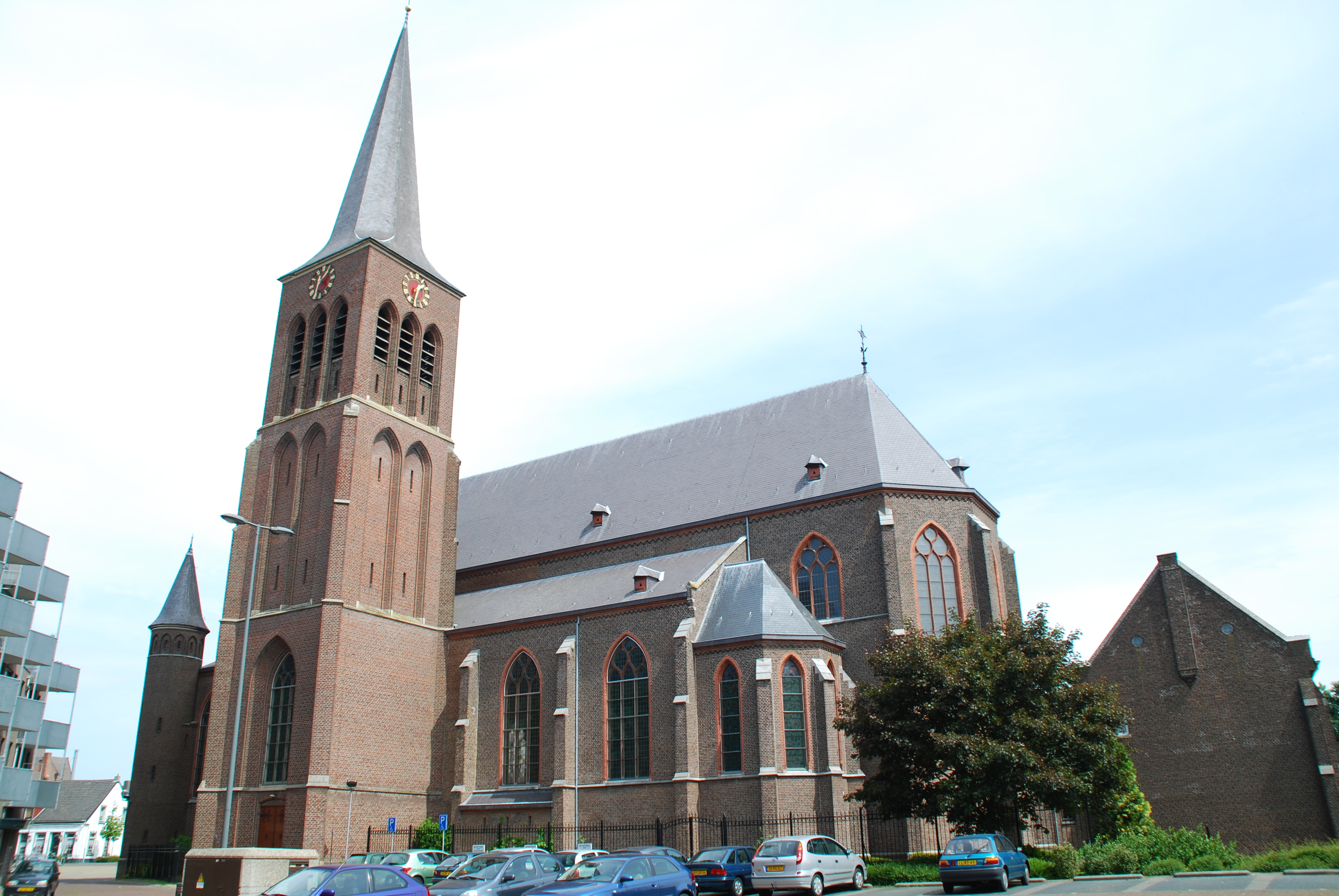
Lambertuskerk

In de prehistorie werden er bij Swalmen grafheuvels opgeworpen, waaronder de grafheuvels aan de Kroppestraat, de grafheuvels op de Bosberg en bij Grietjens Gericht.

### Romeinen
In het buitengebied van Swalmen liggen zichtbare resten van de Romeinse weg van Heerlen naar Xanten, gelegen aan de zuidoost-rand van de vroegere gemeente Swalmen, tussen de landgoederen Blankwater en Zuiderwijck Spick in het kerkdorp Boukoul. Bij grenspaal 425 ligt een laatneolithische grafheuvel aan de Romeinse weg.

### Middeleeuwen
In de middeleeuwen meerden de Noormannen aan bij Asselt, om van daaruit het achterland te plunderen. Het kerkje van Asselt werd in de 11e eeuw gebouwd op een heuvel aan de Maas, waar eerder een fort had gestaan. Deze kerk werd grotendeels gebouwd met stenen afkomstig van Romeinse gebouwen. Van de oorspronkelijke romaanse kerk resteren nog het schip en het koor. Swalmen was reeds een heerlijkheid aan het eind van de 13e eeuw. Er bevinden zich nu nog de ruïne van de oude burcht Ouborch of Naborch, en het imposante, fraai onderhouden kasteel Hillenraad. In de late middeleeuwen werd er rond Swalmen de landweer De Wolfsgraaf aangelegd.

### Nieuwe tijd
De heerlijkheid Swalmen, na 1695 het markgraafschap Swalmen en Asselt, hoorde bij het Overkwartier of Opper-Gelre, het afzonderlijke, zuidelijke deel van het hertogdom Gelre. De heerlijkheid was dus tijdens de Tachtigjarige Oorlog en tot 1713 Spaans, onder het huis Habsburg.
Van 1713 tot 1795 kwam Swalmen samen met Maasniel, het aangrenzende Elmpt (thans in Duitsland), Roermond en Herten aan de Oostenrijkse tak van de Habsburgers. Roermond en omgeving maakten toen deel uit van het 'Belgisch', dat wil zeggen Oostenrijks Overkwartier van Gelder, als klein restant van het oude hertogdom Gelre. Aan de overzijde van de Maas vielen ook Wessem, Kelpen en Oler, en stad en land van Weert (met Nederweert en Meijel) onder dit Oostenrijks Gelre.
Op 3 maart 1793 vond bij Swalmen een treffen plaats tussen Franse en Pruisische troepen. Het Franse revolutionaire leger had overwinterd in Roermond en ging in februari op weg om de vestingstad Venlo te veroveren. Een Pruisisch leger was aan het garnizoen van die stad toegevoegd. Zij vormden samen met Oostenrijkse troepen een legertje dat de Fransen tegemoet trok. Bij Swalmen kwamen ze elkaar tegen, de Fransen aan de zuidoever van de Swalm en de coalitie aan de noordoever. Na een vuurgevecht zochten de Fransen dekking in kasteel Hillenraad, maar ook daar hielden ze geen stand. Onder zware verliezen vluchtten ze terug naar Roermond, dat ze de volgende dag ontruimden. Zo verlieten ze Nederlands grondgebied, maar binnen twee jaar zouden ze terugkomen...
In de Franse tijd hoorde dit gebied bij het Zuid-Nederlandse departement Nedermaas met hoofdstad Maastricht. In 1815 werd Swalmen weer Nederlands en bleef dat (ondanks een periode van Belgische controle tussen 1830 en 1839).

## Monumenten
- Resten van de Romeinse weg van Heerlen naar Xanten (zie boven).
- Voormalig Kasteel Ouborg (in de volksmond 'Den Aaje borch' → Naborch) is een ruïne uit de 14e eeuw.
- Kasteel Hillenraad, vooral uit de 17e /18e eeuw, vormt veruit de belangrijkste bezienswaardigheid. Het is een van de mooiste waterkastelen in Nederland, met vier hoektorens en omringd door grachten. Hillenraad werd al genoemd in 1380. Dit rijksmonument, gelegen in het bos aan de zuidkant van het dorp, in het kerkdorp Boukoul, wordt niet meer bewoond en is niet voor publiek toegankelijk, maar kan van buitenaf waargenomen worden.
- De Sint-Lambertuskerk aan de Markt gaat terug tot een maaskeienkerkje van voor 1452, mogelijk zelfs nog uit de 9e en 10e eeuw, maar de huidige kerk is een neogotische herbouw uit 1897 door Caspar Franssen.
- Heierkapel aan de Oudeweg, een historische heirbaan.
- Middelhaover Kepelke in Middelhoven.
- Oude Raadhuis aan de Markt (waarin thans café-restaurant de Mert).
- Het oude Station Swalmen dateert uit 1863. Het gebouw diende onder meer voor de huisvesting van "de Milieu- en Heemkunde Vereniging Swalmen".
- Landweer De Wolfsgraaf, onder andere nog goed zichtbaar te Groenewoud ten oosten van Swalmen. Aldaar ook nog restanten te zien van de veedrift.
- Grafheuvels aan de Kroppestraat
- Grafheuvels op de Bosberg (Bosberg)
- Grietjens Gericht, met een reconstructie van het vroegere rad

## Natuur en landschap
Swalmen ligt op het middenterras van de Maas, op een hoogte van ongeveer 24 meter. Het riviertje de Swalm stroomt door Swalmen en buigt naar het noorden en vervolgens af naar het westen om in de Maas uit te monden. De bovenstroomse kilometers vormen de grens met de gemeente Beesel. De Swalm wordt deels omgeven door natuurgebied. Bij Swalmen monden de Eppenbeek en Teutebeek uit in de Swalm.
Verdere natuurgebieden zijn de Bosberg met Groenewoud in het oosten, en Bisschopskamp in het zuiden. Ten westen van de Salm ligt het laagterras, voornamelijk in agrarisch gebruik. Bij De Bosberg ligt een stuk van de steilrand naar het hoogterras, dat doorloopt in Duitsland (Brüggener Wald en Diergardtscher Wald).

## Economie
Swalmen kent of kende een aantal uiteenlopende industriële bedrijfstakken:
- Bronsgieterij Sillen & Co.;
- Konings Machinefabriek (opgericht 1873);
- Van Houtum (bedrijf) tissuepapier;
- Dakpannenfabrieken (Terstappen, Benders, Noten, Hermans, De Dobbelaer, Hendrikx, Schouenberg), waarvan de klei, afkomstig uit groeven in het -in het nabije Duitsland gelegen- Brüggener Wald, werd aangevoerd door smalspoor van de NV Smalspoor Swalmen (SSS). In 1961 verdween de laatste dakpannenfabriek.
- Spiegelfabriek Hawinkels, tegenwoordig Swallow en onderdeel van Saint-Gobain.
- De mouterij Hendrickx-Crijns, aan de Stationsstraat, werd opgericht in 1880 en werd uitgebreid tussen 1920 en 1930. Het gebouw is geklasseerd als Rijksmonument.

## Onderwijs
Swalmen heeft binnen zijn oude dorpskern 2 basisscholen en had 1 school voor voortgezet onderwijs.
Basisscholen
- Octopus
- Lambertus

Het oude gebouw van basisschool de Heide is eind 2009 gesloopt. Er is een nieuw schoolgebouw gebouwd waarin de vroegere basisscholen De Heide en de Mortel zijn gefuseerd. Vanaf schooljaar 2010-2011 is dat gebouw in gebruik onder de naam Octopus.
Voortgezet onderwijs
- De Scholengemeenschap Bisschoppelijk College Broekhin te Roermond had een VMBO-afdeling te Swalmen, ook wel "BC Broekhin Jenaplan" genoemd. De VMBO-Afdeling werd verplaats naar Reuver (Grescollege Jenaplan) en de gebouwen werden in 2023 gesloopt. De buurt Broekhin is een wijk van Roermond, die aan het oude grondgebied van Swalmen grenst.

## Cultuur

### Carnaval (Vastelaovindj)
De 'Vastelaovesvereniging de Hopsjlokkers' is in 1952 opgericht, carnvalsvereniging 'de Kwekkerte' van het kerkdorp Boukoul is een aantal jaren ouder. De naam 'de Hopsjlokkers' dankt de vereniging aan de oprichters, onder wie de directeur van de plaatselijke moutfabriek. Hop staat voor bier en sjlokkers zijn drinkers. In de loop der jaren zijn folkloregroep 'Vader Aartjes', uit het kerkdorp Asselt erbij gekomen. Bij de Hopsjlokkers wordt jaarlijks een nieuwe Mulder (molenaar, dit vanwege de molen in het embleem van de vereniging) aangewezen die het startsein voor de vastelaovindj geeft. Hij doet dit door op de 11e van de 11e de wieken van de Zjwamer Meule (molen) aan te zwengelen. De 'Vastelaovesvereniging de Fobmötse' is in het jaar 2000 opgericht. Deze vereniging roept regelmatig een prinses uit. Van recentere datum is de 'Bacchusklup Zjwame'. Sinds 2011 is VV De Sjtummingmakers in het leven geroepen. Deze vereniging richt zich op de jeugd tussen de 16 en 25 jaar.

### Mertsjpektakel
Op "vastelaoveszunjig" (carnavalszondag) vindt sinds 2006 jaarlijks het "mertsjpektakel" plaats, een gratis openlucht-festival met artiesten dat wordt gehouden op de markt in Swalmen.

### Swalms
Swalmen heeft een eigen dialect, het Swalms (Zjwaams).

### Sjwaampop
Het gratis openluchtfestival Sjwaampop wordt al sinds begin jaren '80 georganiseerd op de markt in Swalmen. In augustus 2007 werd het festival voor de 25e keer gehouden, met onder andere After Forever en Jan Akkerman.

### KVW
Sinds 1967 vindt er jaarlijks in Swalmen een Kindervakantiewerk (KVW) plaats. Jaarlijks nemen rond de 400 kinderen deel. Een van de onderdelen is de jaarlijkse motortocht, waarbij meer dan 350 motoren deelnemen, die elk een kind mee achterop nemen.

### Verenigingsleven
- Jeugdvereniging Jong Nederland Swalmen
- Harmonie Amicitia Boukoul
- Koninklijke Harmonie St. Caecilia (1852)
- Swalmens Liedertafel (vanouds ook De Zangk genoemd)
- Gemengd koor A Cappella
- Seniorenvereniging Swalmen
- Joekskepel Kiek Mer
- Joekskepel Aan Dae Reem 1978
- Zate Hermenie Nepomik
- Vastelaovesvereiniging "De Hopsjlokkers"
- Vastelaovesvereiniging "De Fobmötse"
- Vastelaovesvereiniging "De Sjtummingmakers"
- Jeugd vastelaovesvereiniging "De Erpelkes"
- Tennisclub Swalmen
- Tafeltennisvereniging Destatec
- Schietsportvereniging S.V. de Leuker
- Voetbalvereniging DES, nu ook wel bekend als 'VV Swalmen'
- Volleybalvereniging S'62
- Badmintonclub Dynamo Swalmen
- Judovereniging Hei-Sei-Do
- Zaalvoetbalvereniging Tornado
- Zwemvereniging "ESZET" (1937)
- Modelvliegclub "De Stootkop"
- Biljartclub Swalmen
- Biljartclub 't Klumpke
- Vastelaovesvereiniging "Bacchus Zjwame"
- Boerebroelof Zjwaame

## Verkeer en vervoer

### Wegverbindingen
Swalmen lag voorheen aan de N271, dit was vroeger de meest directe en meest gebruikte verbinding tussen Venlo en Roermond. Deze drukke verkeersader loopt door het dorp. Begin 2008 is de A73-Zuid geopend, die met een boog om Swalmen heen loopt en de spoorlijn Venlo - Roermond voor een deel volgt. De opening van de snelweg maakt dat de verkeersdrukte in het dorp sindsdien behoorlijk is afgekomen. Om geluidshinder te voorkomen is aan de westkant van Swalmen, daar waar de A73 loopt, een tunnel gebouwd met een lengte van één kilometer, waarvan 400 meter gesloten is.

#### Wegen
- Nijmegen - Venlo - Roermond

### Openbaar vervoer
Het openbaar vervoer in Swalmen wordt verzorgd door Arriva.
Treinverbinding: Swalmen heeft een eigen station, dat wordt bediend door:
- Stoptrein RS11 (Arriva): Nijmegen - Venlo - Swalmen - Roermond

Het station ligt niet ver van het centrum. Dit station is in 2003 verplaatst, evenals de spoorlijn, in verband met de aanleg van de A73-Zuid.
Buslijn:
- Lijn 66 naar Venlo en Roermond

## Geboren te Swalmen
- Wijnand Geraedts (1883-1958), kunstschilder
- René Pijpers (1917-1944), profvoetballer
- Jacques Benders (1925), wiskundige
- Ad Lutters (1944), politicus
- Marjan Lucas (1957), GroenLinks-politica
- Peter Nissen (1957), kerkhistoricus
- Han Noten (1958), oud-directeur personeelszaken van NS, voormalig voorzitter Eerste-Kamerfractie PvdA, en voormalig burgemeester van Dalfsen
- Leonne Zeegers (1961), eerste officiële volwassenen genderneutrale persoon
- Eelco Schattorie (1971), voetbaltrainer
- Krijn Pansters (1975), kerkhistoricus

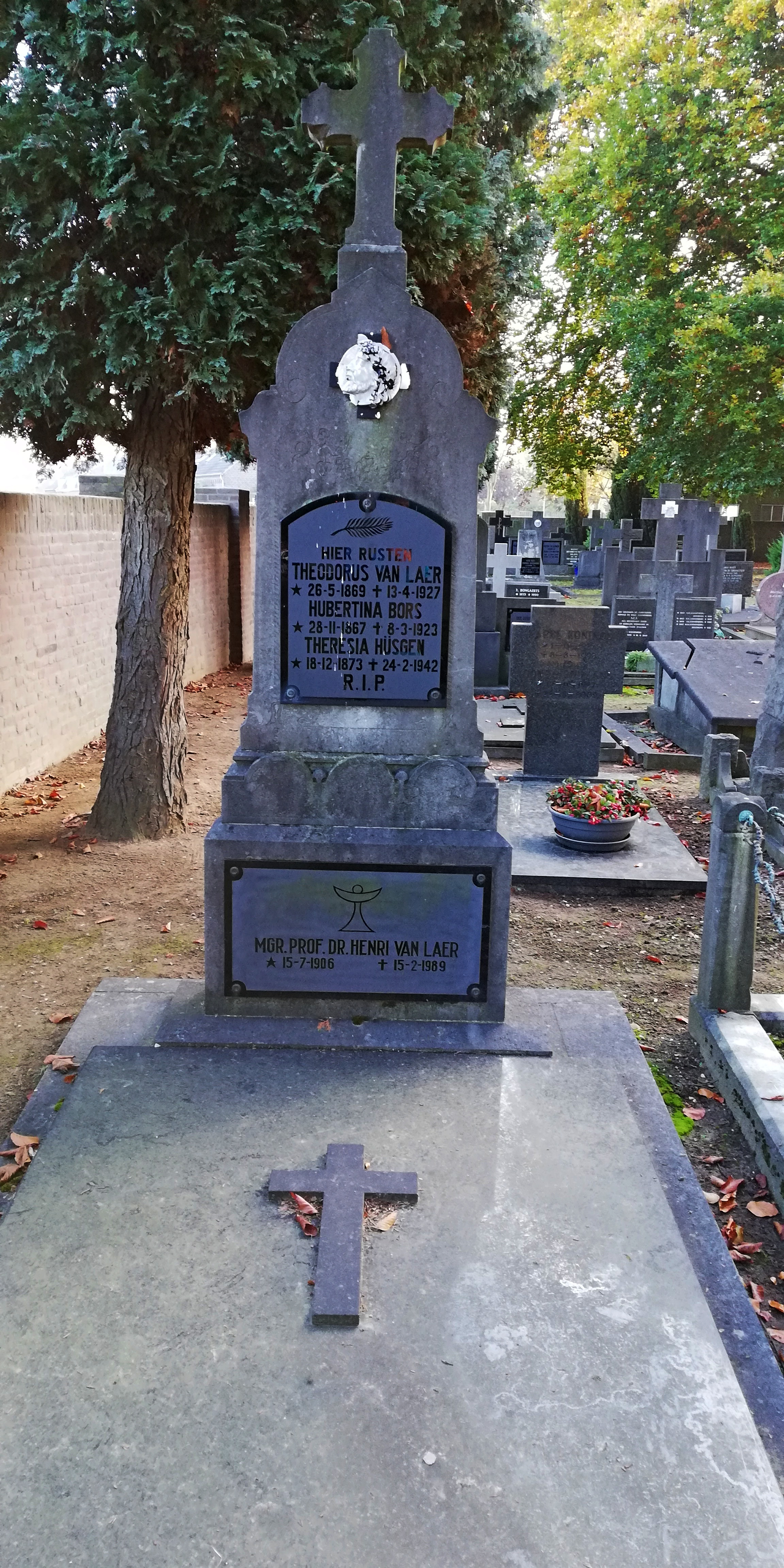
familiegraf Mgr. Henri van Laer te Swalmen

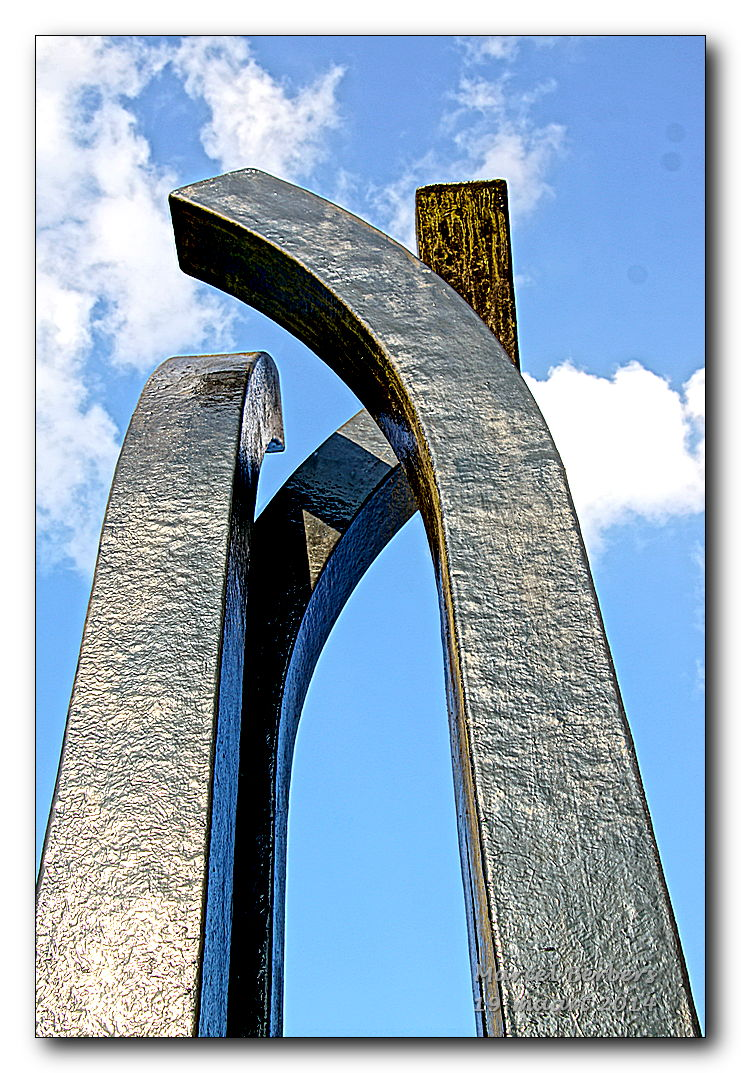

- Pascal Boer (1976), voetballer
- Kyo Beek (2000), woont in Swalmen

## Bekende (oud)-Swalmenaren

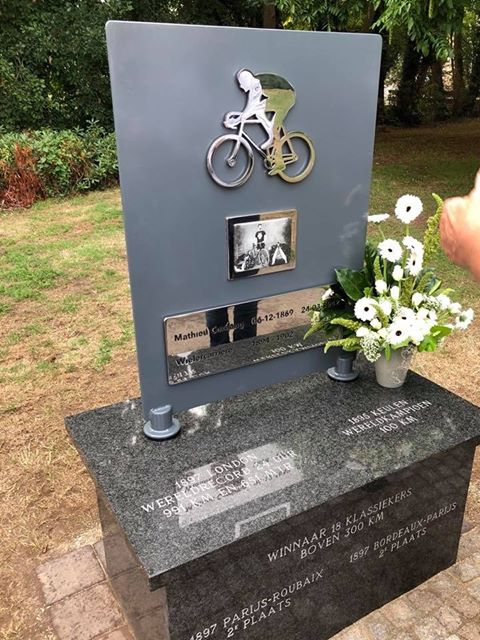
Monument voor Mathieu Cordang in Swalmen

- Mathieu Cordang (Blerick 1869 - Swalmen 1942) was een Nederlands wielerpionier, die in 1895 op de fiets de sneltrein Maastricht-Roermond versloeg.
- Joep Geraedts (Swalmen 1948 - Maastricht 2022), hoogleraar en wetenschapper.
- Ted Noten (Tegelen 1956), sieradenontwerper. Opgegroeid te Swalmen. Werd in 2011 landelijk verkozen als kunstenaar van het jaar (2012).
- Misha Latuhihin (Nijmegen 1970), oudvolleyballer die olympisch kampioen werd op spelen van 1996. In die tijd woonde hij in Swalmen.
- Dennis van de Ven (Weert 1973), woonde in zijn jeugd in Swalmen.
- Aleksandar Stankov (Štip 1991), professioneel voetbalspeler die tot de B-jeugd bij plaatselijke voetbalvereniging VV Swalmen speelde.
- Erik Kessels (Roermond 1966), journalist, medeoprichter en creatief directeur van het Amsterdamse communicatiebureau KesselsKramer.
- Pierre Henri van Laer  (Swalmen 1906 - Oegstgeest 1989 ) Priester van het Bisdom Roermond, Bijzonder hoogleraar Wijsbegeerte. Universiteit Leiden.
- Frans Peeters, (Schinnen 1925 - Tegelen 2006) Beeldhouwer, graficus, schilder. Hij had zijn atelier aan de Bosstraat

## Nabijgelegen kernen
Asselt, Roermond, Maasniel, Leeuwen, Boukoul, Brüggen, Beesel, Reuver, Wieler, Einde, Asenray, Neer en Offenbeek